# 아드 아스트라 페르 아스페라
《아드 아스트라 페르 아스페라》(일본어: アド アストラ ペル アスペラ 아도 아스토라 페루 아스페라[*], AD ASTRA★PER ASPERA)는 하타 켄지로가 만든 일본의 만화다. 《주간 소년 선데이》(쇼가쿠칸)에서 월 1회 페이스로 연재했다. 2015년 40호부터, 2016년 24호까지의 제7화로 제1부가 완결해, 제2부의 연재는 2021년 5월 시점에서 미정이다.

## 줄거리
무대는 우주에서 나타난 제국에 습격당한 지구. 전쟁에 패한 지구는 제국에 지배되어 평화를 약속으로 문명의 발달이 금지되어 있었다. 시노부가 우연히 제국의 무기를 발견하고 샤토가 무기를 가동해버린다. 샤토는 시노부를 배신하고 누명을 씌운다.

## 등장인물
하즈키 시노부(葉月 忍)
본작의 주인공. 15세.
파티(パティ)
본작의 메인 히로인.
샤토(シャトー)
시노부의 동급생.